# L'Immorale (film, 1980)
Pour les articles homonymes, voir L'Immorale.
Pour plus de détails, voir Fiche technique et Distribution.
L’Immorale est un film français réalisé par Claude Mulot, sorti en 1980.

## Fiche technique
Source : IMDb, sauf mention contraire
- Réalisateur : Claude Mulot, assisté de Didier Philippe-Gérard
- Producteur : Wilfrid Dodd	.
- Musique du film : Jean-Claude Nachon
- Directeur de la photographie : Roger Fellous
- Montage : Gérard Kikoïne
- Société de production : Avia Films, Gold Productions, Japhila Production
- Pays d'origine : France
- Genre :  drame et romance
- Durée : 90 minutes
- Date de sortie :	
  - France : 16 juillet 1980

## Distribution
- Sylvia Lamo : Carole
- Yves Jouffroy : Chris, le pilote
- Anna Perini
- Anne Fabien
- Isabelle Illiers : Sylvie
- Rosine Adour
- Sacha Baraz
- Jean-Luc Battini
- Victor Béniard : son propre rôle
- Daniel Bellus
- Patrice Chéron : son propre rôle
- Juliette Degenne
- Michèle Feniou
- Elza Gilles
- Paul Gonzalves
- Julia Perrin : la cliente lesbienne
- Maurice Travail : Charles, le père de Carole
- Sylvie Dessartre : Carole
- Jean-Dan
- Fanny Magier
- Alexandre Mincer
- Janine Rossignol
- Jean-Marie Vauclin : le paysan